# Ségolène Thomas
Ségolène Thomas (Épinal, 17 december 1998) is een Frans wielrenster.

## Carrière
Tot 2020 was Thomas voornamelijk actief in de atletiek, met de middellange afstand als specialiteit. In 2023 maakte ze deel uit van Team Grand Est-Komugi-La Fabrique. Namens die ploeg werd ze dat jaar onder meer tiende in de Alpes Grésivaudan Classic. In haar tweede seizoen voor de ploeg werd ze vijftiende in diezelfde race en vijfde in het eindklassement van de Ronde van de Pyreneeën.
In 2025 maakte Thomas de overstap naar St Michel-Preference Home-Auber93. In april van dat jaar werd ze tiende in de Grote Prijs van Chambéry. Een maand later werd ze, achter Eleonora Gasparrini en Elise Chabbey, derde in de Grote Prijs van de Morbihan. In de Ronde van Frankrijk kwam ze in de tweede etappe buiten de tijdslimiet over de finish, waardoor haar debuut in de Tour beperkt bleef tot twee dagen.

## Resultaten in voornaamste wedstrijden
| Jaar | Ronde van Italië | Ronde van Frankrijk | Ronde van Spanje |
| ---- | ---------------- | ------------------- | ---------------- |
| 2025 |                  | buiten tijd         |                  |

| Jaar | Luik-Bast.‑Luik |
| ---- | --------------- |
| 2025 | 44e             |

## Ploegen
- 2023 –  Team Grand Est-Komugi-La Fabrique
- 2024 –  Team Komugi-Grand Est
- 2025 –  St Michel-Preference Home-Auber93